# Eleutherodactylus albolabris
Eleutherodactylus albolabris är en groddjursart som först beskrevs av Taylor 1943.  Eleutherodactylus albolabris ingår i släktet Eleutherodactylus och familjen Eleutherodactylidae. IUCN kategoriserar arten globalt som akut hotad. Inga underarter finns listade i Catalogue of Life.